# Habranthus duarteanus
Habranthus duarteanus är en amaryllisväxtart som beskrevs av Pierfelice Ravenna. Habranthus duarteanus ingår i släktet Habranthus och familjen amaryllisväxter. Inga underarter finns listade i Catalogue of Life.